# Élections générales néo-brunswickoises de 1948
L'élection générale néo-brunswickoise de 1948, aussi appelée la 41e élection générale, a lieu le 28 juin 1948 afin d'élire les membres de la 41e législature de l'Assemblée législative du Nouveau-Brunswick, au Canada.
Le Parti libéral remporte une majorité de 47 sièges tandis que l'opposition officielle est formée par le Parti conservateur, avec 5 sièges.